# دييغو ألفاريز
دييغو ألفاريز (بالإنجليزية: Diego Álvarez (tennis))‏ مواليد 6 مارس 1980 في باهيا بلانكا، الأرجنتين، هو لاعب كرة مضرب أرجنتيني سابق كان يلعب باليد اليمنى بدأ مسيرته كمحترف عام 1998، اعتزال اللعب في 2011.

## روابط خارجية
- دييغو ألفاريز على موقع رابطة محترفي التنس (الإنجليزية)
- دييغو ألفاريز على موقع الاتحاد الدولي لكرة المضرب (الإنجليزية)
- دييغو ألفاريز على موقع خلاصة التنس.كوم (الإنجليزية)